# Roan, Na Uy
Roan là một đô thị hạt Trøndelag, Na Uy. Nó là một phần của khu vực Fosen ở phần phía bắc của quận hạt. Trung tâm hành chính của đô thị này là làng của Roan. Các làng khác bao gồm Bessaker, Brandsfjord, và Hofstad.